# جنگ مرورگرها

سهم بازار مرورگرها بین سالهای ۱۹۹۵ تا ۲۰۱۰

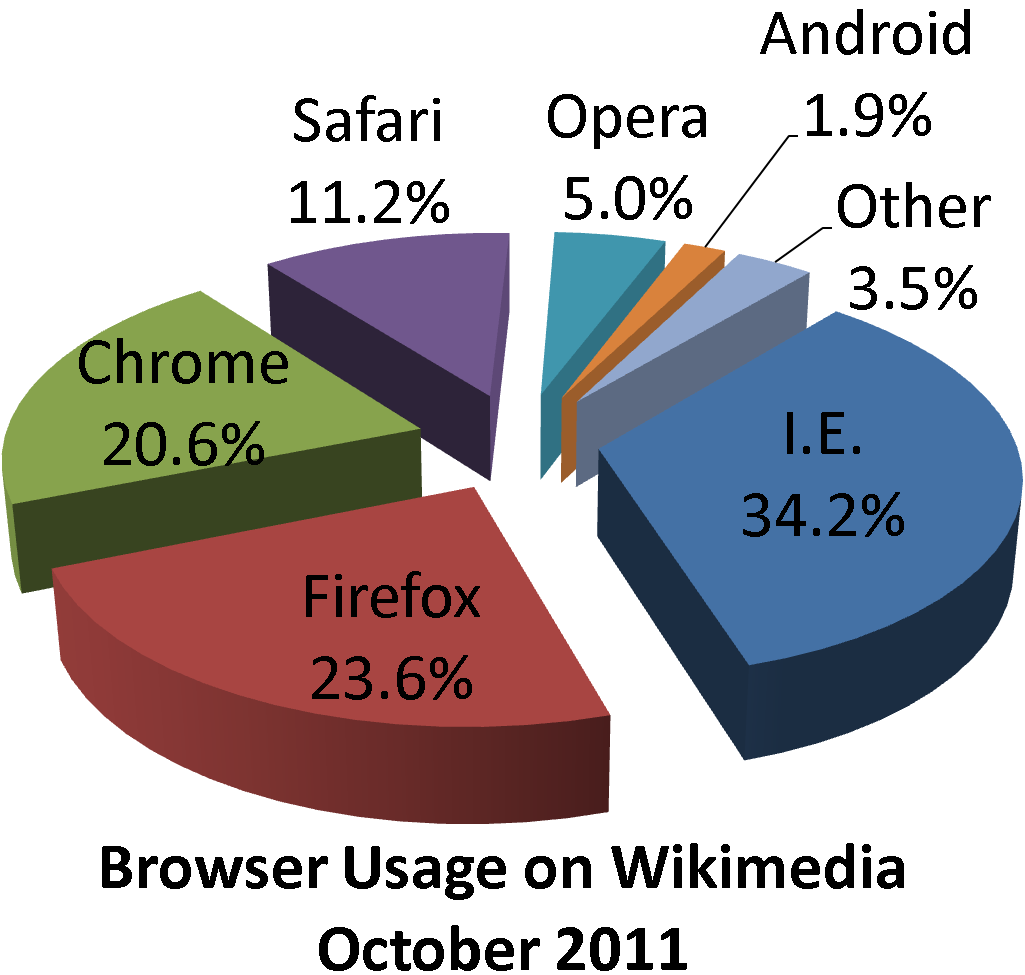
سهم استفاده از مرورگرهای وب، در آگوست سال ۲۰۱۱ میلادی

جنگ مرورگرها (به انگلیسی: Browser wars) اصطلاحی است که به رقابت بر سر تسلط میزان سهم بازار کاربران جهانی مرورگرهای وب اشاره دارد.
این اصطلاح معمولاً برای دو رقابت و ظهور و افول بزرگ تاریخ مرورگرها به کار می‌رود:
1. نخست برتری مرورگر شرکت مایکروسافت یعنی اینترنت اکسپلورر بر مرورگر نت‌اسکیپ در دهه ۹۰ میلادی در رقابت بازار تعداد کاربران استفاده‌کننده.
2. دومین رقابت مربوط به کاهش سهم بازار اینترنت اکسپلورر (آغاز در سال ۲۰۰۳ میلادی) در رقابت با مرورگرهای تازه عرضه شده‌ای چون فایرفاکس، سافاری، اپرا و گوگل کروم است.

در سالهای اخیر پس از معرفی ویژگی‌هایی چون اچ‌تی‌ام‌ال۵ و شیوه‌نامهٔ آبشاری و گسترش استفاده از مرورگرهای تلفن‌های هوشمند ابعاد جدیدی از این نبرد رقابتی ایجاد شده‌است.